# Captain Morgan's Revenge
Captain Morgan's Revenge is het debuutalbum van de Schotse power- en folkmetalband Alestorm. Het album is uitgebracht in 2008. Tijdens de opnames voor het album werd ook het nummer "Heavy Metal Pirates" opgenomen, dat op de EP Leviathan terechtkwam.

## Tracklist
Alle muziek en teksten zijn geschreven door Christopher Bowes, behalve waar genoteerd. 
| Nr. | Titel                    | Tekst             | Muziek                             | Duur |
| --- | ------------------------ | ----------------- | ---------------------------------- | ---- |
| 1.  | Over the Seas            |                   |                                    | 3:56 |
| 2.  | Captain Morgan's Revenge |                   |                                    | 6:43 |
| 3.  | The Huntmaster           |                   |                                    | 4:59 |
| 4.  | Nancy the Tavern Wench   |                   |                                    | 4:53 |
| 5.  | Death Before the Mast    | Joe McQuade       | Christopher Bowes and Gavin Harper | 3:18 |
| 6.  | Terror on the High Seas  | Christopher Bowes | Christopher Bowes and Gavin Harper | 3:52 |
| 7.  | Set Sail and Conquer     | Christopher Bowes | Christopher Bowes and Gavin Harper | 4:38 |
| 8.  | Of Treasure              | Joe McQuade       | Christopher Bowes                  | 2:58 |
| 9.  | Wenches & Mead           |                   |                                    | 3:42 |
| 10. | Flower of Scotland       | Roy Williamson    | Roy Williamson                     | 2:37 |